# Nikolai Iudenici
Nikolai Nikolaevici Iudenici (în rusă Никола́й Никола́евич Юде́нич, n. n. 18/30 iulie 1862, Moscova, Imperiul Rus – d. 5 octombrie 1933, Cannes, Alpes-Maritimes, Franța) a fost un general al infanteriei din Imperiul Rus, fiind unul dintre cei mai de succes generali ai imperiului în Primul Război Mondial. În timpul Războiului Civil Rus a condus forțele care au luptat împotriva puterii sovietice. El este ultimul cavaler rus care a primit Ordinul Sfântului Gheorghe de clasa II pe timpul puterii țariste.